# Reprobel
Reprobel is een beheersvennootschap die auteursrechten en wettelijke vergoedingsrechten van Belgische auteurs en uitgevers beheert. Ze werd opgericht op 27 juni 1994 in België. 
Reprobel vertegenwoordigt vijftien Belgische beheersvennootschappen van auteurs en uitgevers in alle mogelijke genres (literair, journalistiek, educatief, informatief, wetenschappelijk, professioneel, fotografisch en visueel, muziek, ...) en alle soorten uitgaven (boeken, kranten, tijdschriften, ...).
Reprobel int als enige op het Belgische grondgebied een aantal wettelijke vergoedingen: de reprografievergoeding ten bate van auteurs en de parallel ingestelde wettelijke uitgeversvergoeding (vooral private en publieke sector), de vergoeding voor onderwijs en wetenschappelijk onderzoek en de vergoeding voor openbaar leenrecht.
Daarnaast biedt Reprobel voor de private en de publieke sector een aanvullende licentie aan voor prints en digitaal hergebruik van auteursrechtelijk beschermde werken. 
Net als andere beheersvennootschappen wordt Reprobel gecontroleerd door de Controledienst van de beheersvennootschappen bij de FOD Economie.
Reprobel vertegenwoordigt in België ook auteurs en uitgevers uit de hele wereld op basis van meer dan 35 'representatie-overeenkomsten'.